# Gilbert Meriel
Gilbert Meriel (Faa'a, 11 de novembro de 1986) é um futebolista semi-profissional taitiano. Como profissional, ele trabalha como contador.
Com 26 anos, foi o mais jovem dos 3 goleiros convocados pelo técnico Eddy Etaeta para participar da Copa das Confederações de 2013, disputada no Brasil, e na qual ele fez história. No terceiro jogo do Taiti no torneio (Uruguai x Taiti, na Arena Pernambuco), apesar de ter sofrido 8 gols, Meriel defendeu um pênalti cobrado pelo zagueiro uruguaio Andrés Scotti

## Conquistas
- Copa das Nações da OFC:

Títulos (1): 2012